# Sozialgericht Wiesbaden

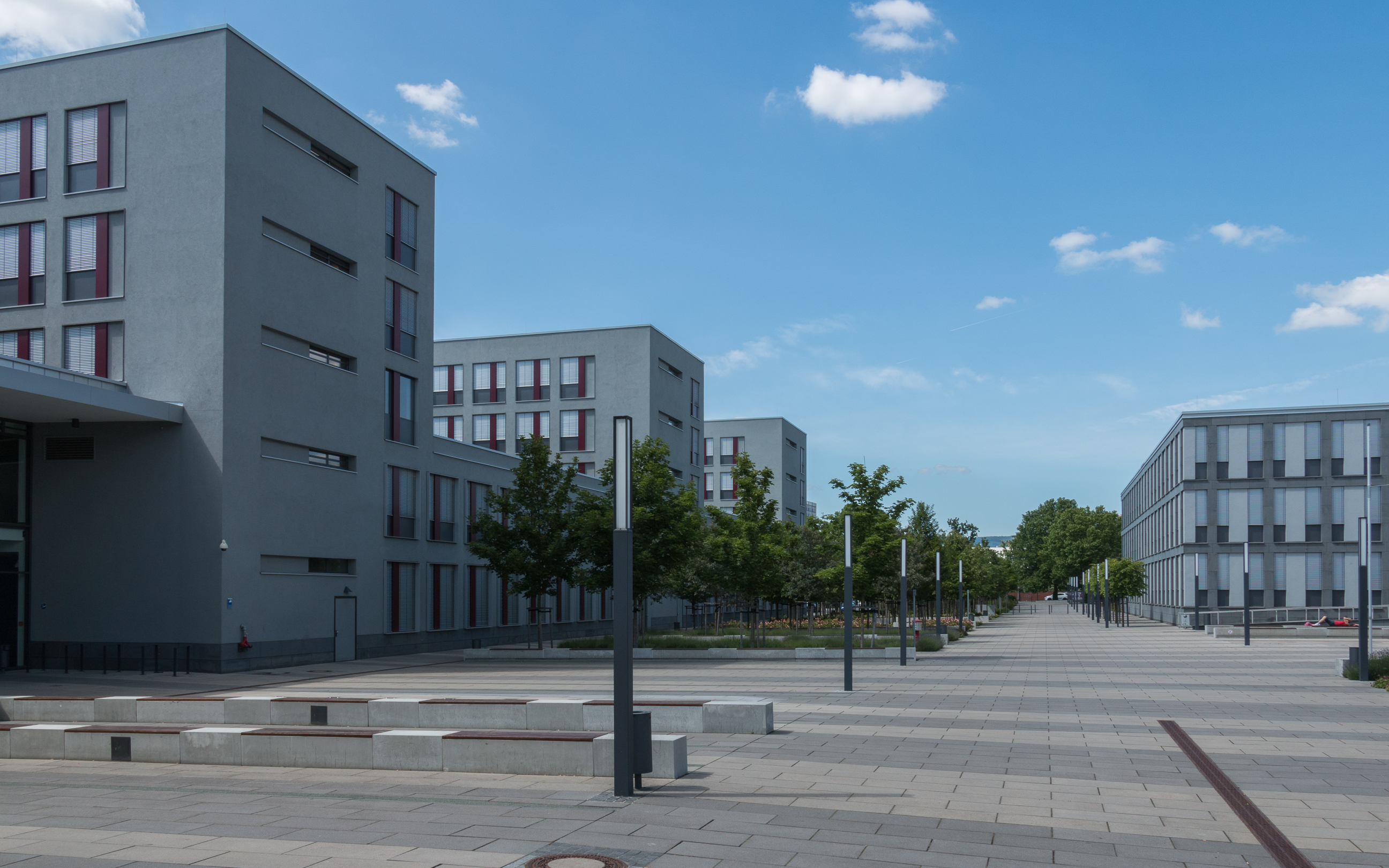
Innenhof des Justizzentrums Wiesbaden

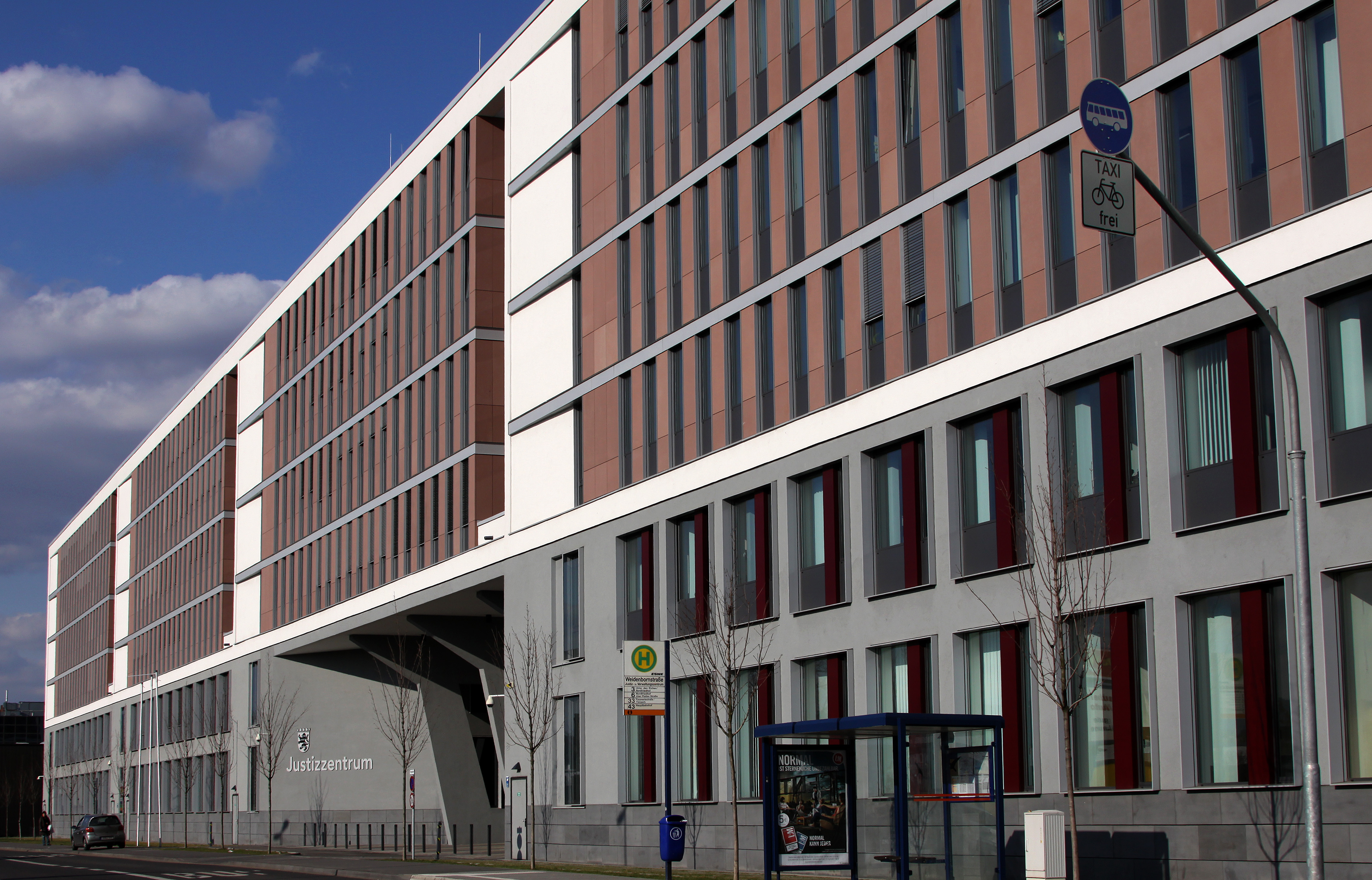
Justizzentrum Wiesbaden

Das Sozialgericht Wiesbaden ist ein Gericht der Sozialgerichtsbarkeit. Das Gericht ist eines von sieben Sozialgerichten in Hessen und hat seinen Sitz in Wiesbaden. Es befindet sich im Justizzentrum in der Mainzer Straße.

## Gerichtsbezirk und übergeordnete Gerichte
Das Sozialgericht Wiesbaden ist örtlich für die Landeshauptstadt Wiesbaden, den Main-Taunus-Kreis, den Landkreis Limburg-Weilburg sowie den Rheingau-Taunus-Kreis zuständig. Die sachliche Zuständigkeit ergibt sich aus dem Sozialgerichtsgesetz.
Auf Landesebene ist das Hessische Landessozialgericht das übergeordnete Gericht. Diesem ist wiederum das Bundessozialgericht, in Kassel angesiedelt, übergeordnet.